# Układ pokarmowy

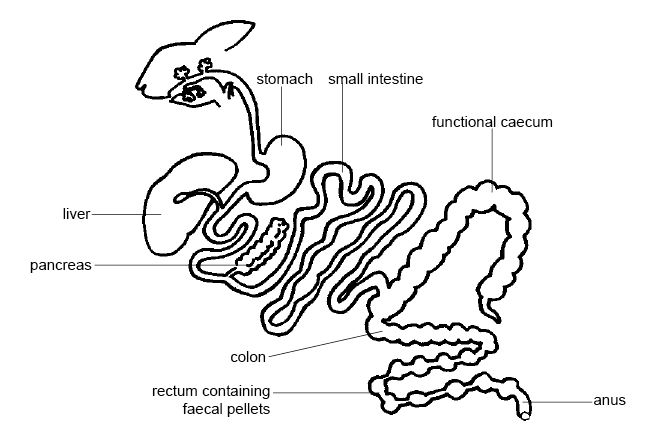
Schemat układu pokarmowego królika

Schemat układu pokarmowego człowieka

Układ pokarmowy, układ trawienny (łac. systema digestorium) – układ narządów zwierząt służący do pobierania, trawienia i wchłaniania pokarmu oraz usuwania niestrawionych resztek.

## Czynność
Zdecydowana większość składników pokarmowych (węglowodany, tłuszcze, białka), aby mogła zostać przyswojona musi wcześniej zostać strawiona, co polega na rozłożeniu wielkocząsteczkowych organicznych związków chemicznych na ich proste składniki budulcowe.
Złożony proces czynności układu pokarmowego można podzielić na kilka powiązanych ze sobą i skoordynowanych czynności:
- przesuwanie treści pokarmowej wzdłuż przewodu pokarmowego dzięki perystaltyce,
- trawienie (połączone z wydzielaniem soku trawiennego i żółci),
- wchłanianie (absorpcja),
- czynność układu krążenia (krążenie krwi, chłonki, układ wrotny wątroby),
- koordynacja czynności układu pokarmowego (regulacja nerwowa, hormonalna, za pomocą autakoidów).

## Budowa
Budowa układu pokarmowego może się znacznie różnić w różnych taksonach. Parzydełkowce mają jamę chłonąco-trawiącą i otwór gębowy. U płazińców wykształciło się jelito zróżnicowane na przednią i środkową część. U wstężnic wykształcił się drożny przewód pokarmowy. Jelito tylne różnicuje się u wrotków i nicieni. U wrotków można wyróżnić dodatkowo żołądek, gruczoły ślinowe i mastaks. Przełyk pierścienic jest wyraźnie wyodrębniony. Stawonogi i mięczaki miewają gruczoł wątrobowo-trzustkowy połączony z żołądkiem. U jeżowców występuje latarnia Arystotelesa.
W skład układu pokarmowego mogą wchodzić:
- przewód pokarmowy
- gruczoły
  - wątroba
  - trzustka
  - ślinianki
- narządy dodatkowe
  - żuwaczki
  - szczękoczułki
  - nogogłaszczki
  - zęby
  - język

### Przewód pokarmowy
Przewód pokarmowy wielu organizmów można ogólnie podzielić na:
1. jamę gębową,
2. jelito przednie,
3. jelito środkowe,
4. jelito tylne,
5. odbyt.

U ssaków – ze względu na podobny ogólny plan budowy układu pokarmowego – można go podzielić na następujące części:
- jama ustna/jama gębowa
- gardziel
- gardło
- przełyk
- żołądek (lub żołądki)
- jelito cienkie
  - jelito czcze
  - jelito kręte
- jelito grube
  - wyrostek
  - odbytnica
- odbyt

Budowa układu pokarmowego jest silnie zależna od rodzaju pokarmu trawionego przez zwierzę – na przykład u roślinożernych przewód pokarmowy jest dłuższy niż u drapieżników mięsożernych z powodu konieczności trawienia większej ilości trudno przyswajalnego pokarmu.